# Altwässer der Schwalm nordöstlich Schlierbach
Altwässer der Schwalm nordöstlich Schlierbach este o arie protejată (arie specială de conservare — SAC, sit de importanță comunitară — SCI) din Germania întinsă pe o suprafață de 11,22 ha, integral pe uscat.

## Localizare
Centrul sitului Altwässer der Schwalm nordöstlich Schlierbach este situat la coordonatele 50°58′29″N 9°12′28″E / 50.9747°N 9.2078°E.

## Înființare
Situl Altwässer der Schwalm nordöstlich Schlierbach a fost declarat sit de importanță comunitară în noiembrie 2004 pentru a proteja 2 specii de animale. Situl a fost protejat și ca arie specială de conservare în martie 2008.

## Biodiversitate
Situată în ecoregiunea continentală, aria protejată conține 3 habitate naturale: Lacuri eutrofice naturale cu vegetație de tip Magnopotamion sau Hydrocharition, Liziere de ierburi înalte hidrofile de câmpie și de nivel montan până la alpin, Păduri aluvionare cu Alnus glutinosa și Fraxinus excelsior (Alno-Padion, Alnion incanae, Salicion albae).
La baza desemnării sitului se află mai multe specii protejate de  păsări (2): pescăruș albastru (Alcedo atthis), sfrâncioc roșiatic (Lanius collurio).
Pe lângă speciile protejate, pe teritoriul sitului au mai fost identificate 1 specie de plante, 1 specie de nevertebrate.